# Calhoun (Géorgie)
Pour les articles homonymes, voir Calhoun.
Calhoun  est une ville de l’État de Géorgie, à l'est des États-Unis d’Amérique. Elle est le siège du comté de Gordon. La commune compte 15 650 habitants en l’an 2010.

## Démographie
| 1870 | 1880 | 1890 | 1900 | 1910  | 1920  |
| ---- | ---- | ---- | ---- | ----- | ----- |
| 427  | 510  | 680  | 851  | 1 652 | 1 955 |

| 1930  | 1940  | 1950  | 1960  | 1970  | 1980  |
| ----- | ----- | ----- | ----- | ----- | ----- |
| 2 371 | 2 955 | 3 231 | 3 587 | 4 748 | 5 563 |

| 1990  | 2000   | 2010   | - | - | - |
| ----- | ------ | ------ | - | - | - |
| 7 135 | 10 667 | 15 650 | - | - | - |